# Vor verschlossenen Türen

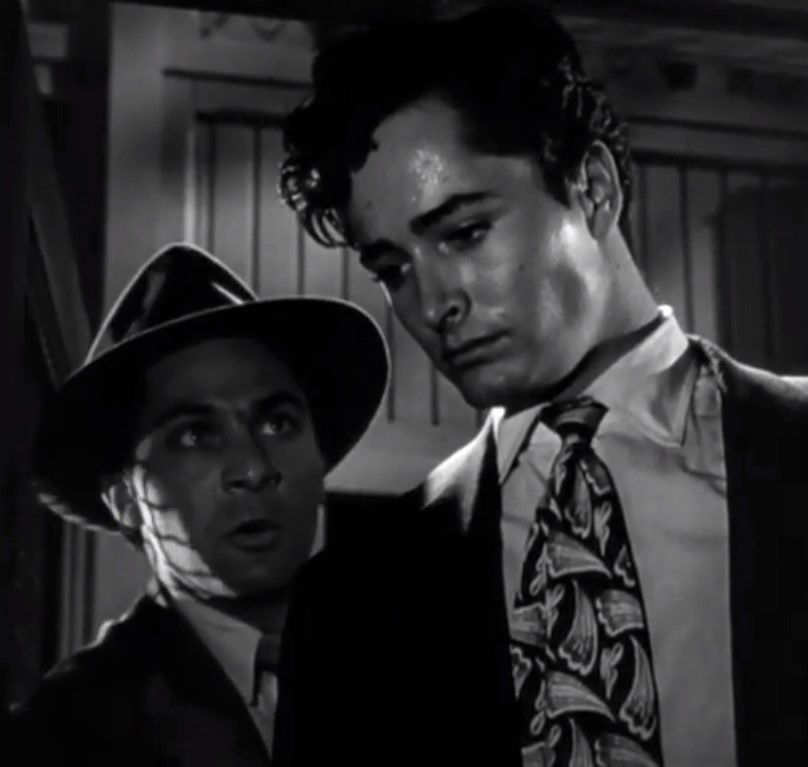
Mickey Knox und John Derek in "Vor verschlossenen Türen", 1949

Vor verschlossenen Türen ist ein US-amerikanisches Filmdrama aus dem Jahr 1949 von Nicholas Ray mit Humphrey Bogart und George Macready in den Hauptrollen. Der zum Subgenre des Film noir und des Film gris zählende Film wurde von Santana Pictures produziert und basiert auf dem 1947 veröffentlichten Roman Knock on Any Door (deutscher Titel: Viele finden nicht zurück) von Willard Motley.

## Handlung
Der junge Nick Romano wird beschuldigt, bei einem Raubüberfall einen Polizisten erschossen zu haben. Nick bittet den Rechtsanwalt Andrew Morton, ihn zu verteidigen. Während seine Freunde Butch und Sunshine ihm ein Alibi geben, sagt ein Barkeeper aus, dass er Nick vom Tatort weglaufen sah. Nick beteuert seine Unschuld, Morton übernimmt die Verteidigung. 
Vor den Geschworenen erzählt Morton von Nicks Vergangenheit. Er kennt Nick, denn vor sechs Jahren verteidigte er seinen Vater, der aus Notwehr einen anderen Mann getötet hatte. Nicks Vater starb jedoch noch vor dem Urteil in Haft an einem Herzinfarkt. Da die Familie nun kein Einkommen mehr hat, muss sie umziehen. Nick gerät in der neuen Nachbarschaft auf die schiefe Bahn. Wegen Autodiebstahls wird er festgenommen und in eine Besserungsanstalt eingewiesen. Nach seiner Freilassung lernt er Emma kennen, die bei ihrer alkoholkranken Tante Lena lebt. Nick verliebt sich in sie, will aber ihr Leben nicht ruinieren.
Nick wird wieder festgenommen. Die Sozialarbeiterin Adele Morton bittet ihren Mann, Nick zu helfen. Andrew Morton freundet sich langsam mit dem jungen Mann an, doch dessen Temperament belastet die Freundschaft. Als Nick und Emma heiraten, hilft Morton dem Paar, indem er Nick Arbeitsstellen vermittelt. Doch Nick kann sich nirgendwo lange halten. Als Emma schwanger wird, will er, dass sie das Baby weggibt. Sein Motto sei: „Lebe schnell, stirb jung und hinterlasse eine gut aussehende Leiche.“ Emma glaubt, dass Nick sie nicht mehr liebe, und begeht Selbstmord. Einige Monate später geschieht der Raubüberfall.
Während der folgenden Kreuzverhöre kann Morton die Glaubwürdigkeit einiger Zeugen erschüttern. So kann er beweisen, dass das Gedächtnis des Barkeepers, der Nick vom Tatort weglaufen sah, lückenhaft ist. Nicks Freund Juan Rodriguez ist Zeuge der Anklage. Nick soll ihm den Mord gestanden haben. Vor Gericht sagt Juan jedoch aus, dass die Polizei ihn mit Abschiebung bedroht habe, sollte er Nick nicht belasten. Im weiteren Verlauf kann Staatsanwalt Kerman Zweifel an Nicks Alibi schüren. Als Nick selber in den Zeugenstand gerufen wird, bricht er nach intensiver Befragung Kermans zusammen und gesteht.
In seinem Plädoyer macht Morton die gesellschaftlichen Umstände für die Tat mitverantwortlich und bittet die Geschworenen um Gnade. Nick wird für schuldig befunden und von Richter Drake zum Tode verurteilt. Morton verspricht, in Zukunft anderen jungen Menschen in der Situation zu helfen.

## Produktion

### Hintergrund
Gedreht wurde der Film vom 2. August bis zum 17. Dezember 1948.
Der Film war das erste Werk des Produktionsstudios Santana, an dem auch Humphrey Bogart beteiligt war.
1960 entstand mit Die Saat bricht aus eine Fortsetzung unter der Regie von Philip Leacock. Die Rolle des Nick Romano übernahm James Darren.

### Stab
Robert Peterson war der Art Director, William Kiernan der Szenenbildner, Jean Louis der Kostümbildner. Morris Stoloff war der musikalische Direktor.

### Besetzung
In kleinen nicht im Abspann erwähnten Nebenrollen traten Vince Barnett, Argentina Brunetti, George Chandler, Chester Conklin, Jimmy Conlin, Franklyn Farnum, Myron Healey, Johnny Indrisano, Dewey Martin (als Butch), Sid Melton, John Mitchum, Eddie Parker, Sid Tomack, Dorothy Vernon, Pierre Watkin, Cara Williams, Dooley Wilson, Harry Wilson und Jeff York auf. Ebenfalls unerwähnt blieben Florence Auer als Tante Lena, Pepe Hern als Juan Rodriguez und Davis Roberts als Sunshine.
Dewey Martin gab sein Leinwanddebüt. Candy Toxton nutzte bei diesem Film das Pseudonym Susan Perry.

## Synchronisation
Die deutsche Synchronfassung wurde von der Ultra-Film, Berlin, unter der Dialogregie von Alfred Vohrer erstellt. Das Dialogbuch schrieb Theodor Mühlen.
| Rolle               | Schauspieler    | Deutscher Synchronsprecher |
| ------------------- | --------------- | -------------------------- |
| Andrew Morton       | Humphrey Bogart | O. E. Hasse                |
| Staatsanwalt Kerman | George Macready | Ernst Wilhelm Borchert     |
| Emma                | Allene Roberts  | Marianne Prenzel           |
| Richter Drake       | Barry Kelley    | Walther Suessenguth        |
| Nick Romano         | John Derek      | Sebastian Fischer          |
| Kid Fingers         | Jimmy Conlin    | Hans Hessling              |

Anmerkung: Die kursiv geschriebenen Namen sind Rollen und Darsteller, die nicht im Abspann erwähnt wurden.

## Veröffentlichung
Die Premiere des Films fand am 22. Februar 1949 in New York statt. In der Bundesrepublik Deutschland kam er am 17. November 1954 in die Kinos, in Österreich im März 1955.

## Kritiken
Das Lexikon des internationalen Films schrieb: „Rays Auseinandersetzung mit dem Thema Jugenddelinquenz ist engagiert und sozialkritisch in den Gerichtsszenen, wenngleich oberflächlicher als in der Romanvorlage. Der Film überzeugt eher durch seine darstellerische Qualität, weniger aber durch seine Theorie über das Verbrechen.“
Bosley Crowther von der The New York Times sah einen Film voller Unstimmigkeiten und Klippen, in dem das Verbrecherleben beinahe heroisiert werde.
Die Variety beschrieb den Film als wortgewandtes Dokument über Straftaten Jugendlicher, deren Ursachen und Folgen.
Null Dodson Russell schrieb im St. Paul Recorder, der Film sei spannungsgeladen und energetisch.
Auch das Magazin Time Out lobte den Film. Er sei eine faszinierende, leicht schräge Mischung aus Sozial-Dokumentation und Liebesleid, straff gefertigt und immer wieder durchdrungen von Rays spontanem Großmut und Qual gegenüber den Charakteren.
Der Kritiker des TV Guide sah den Film als fesselnde Studie und kompromisslos direktes Melodram mit exzellenter Regie und einem guten Humphrey Bogart.